# Deutsch-reformierte Kirche (Kopenhagen)

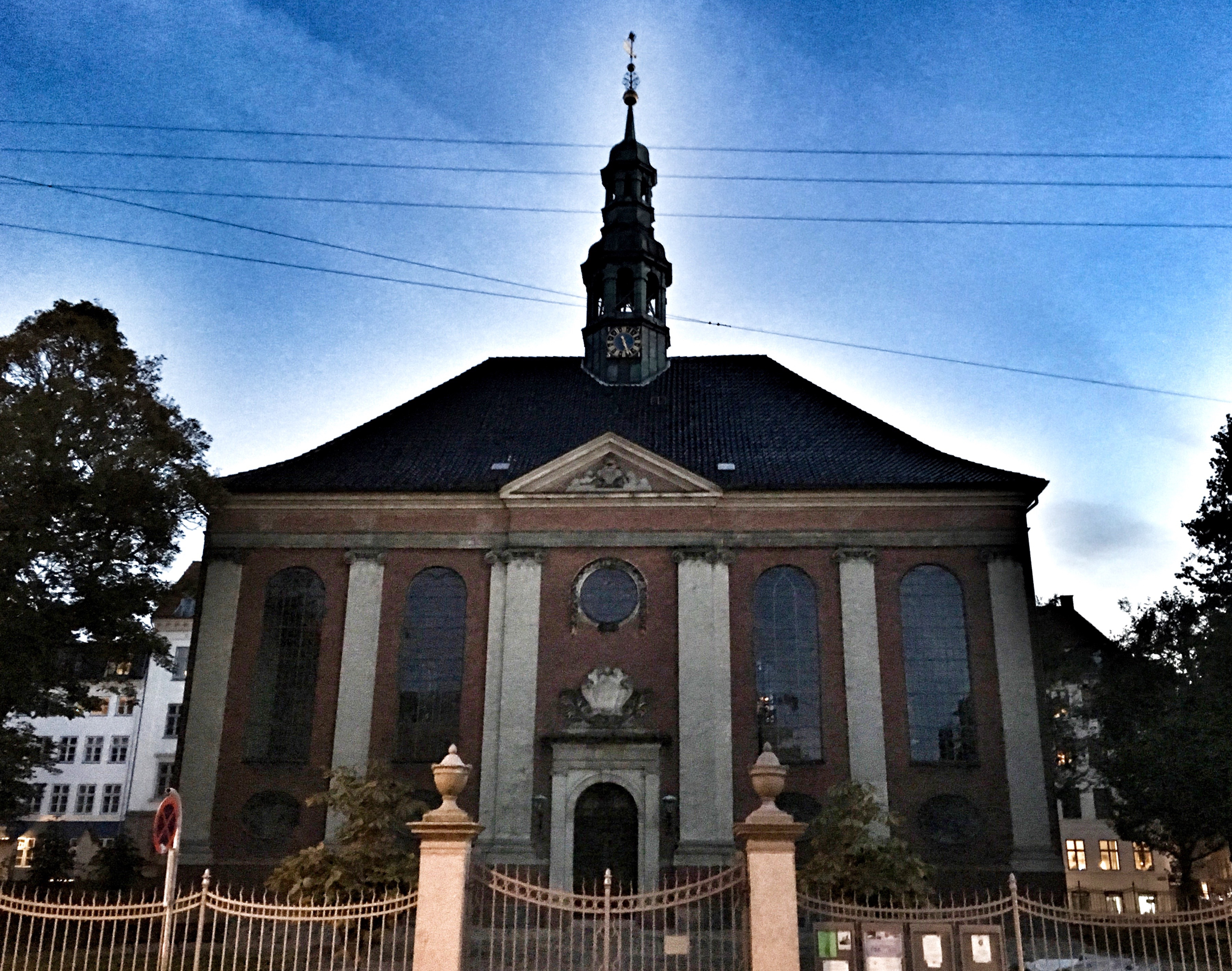
Fassade

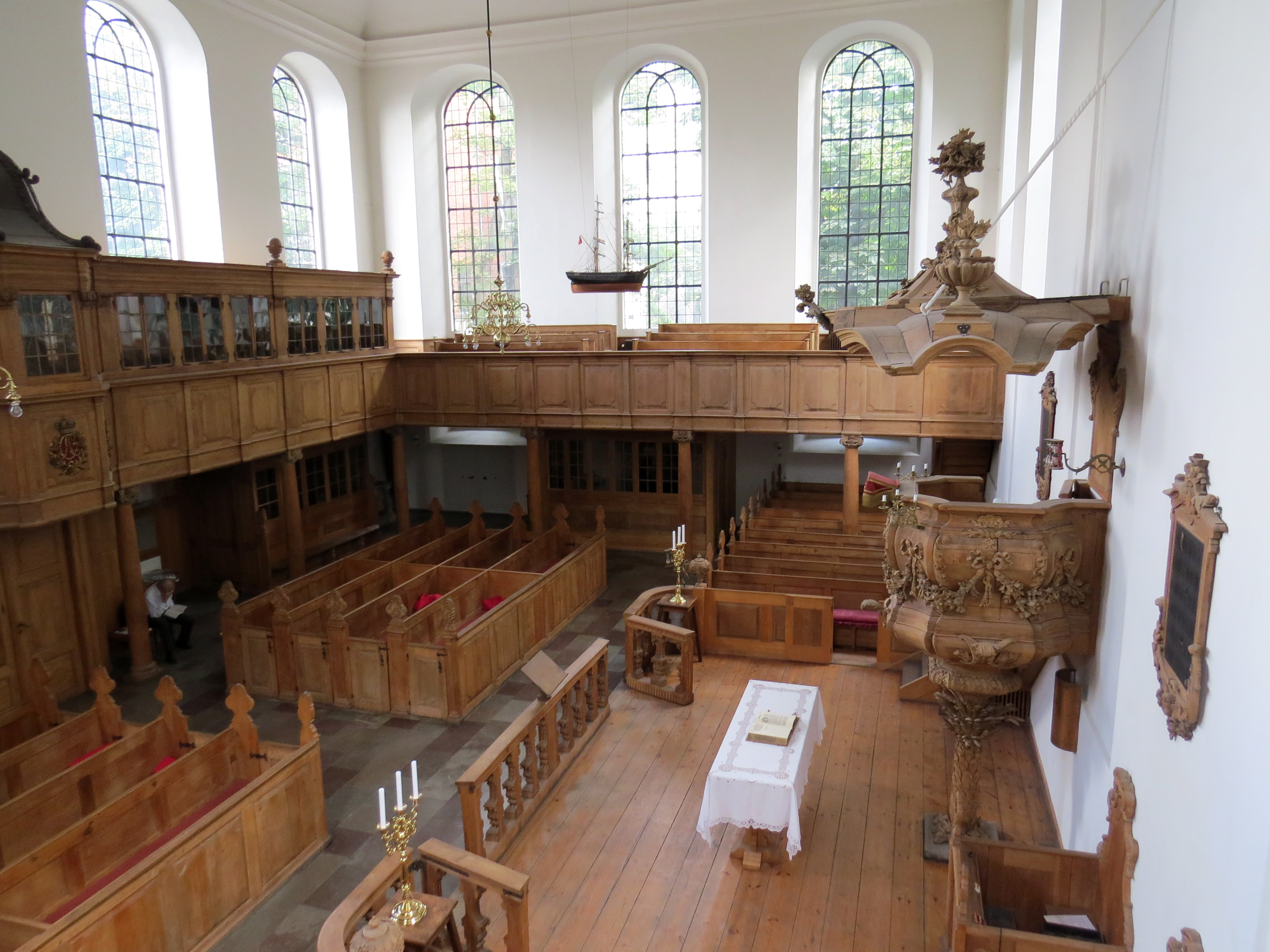
Inneres der Kirche

Die Deutsch-reformierte Kirche (Tysk reformert kirke) in Kopenhagen ist ein Kirchengebäude aus dem 17. Jahrhundert.

## Geschichte und Beschreibung
1667 heiratete Prinzessin Charlotte Amalie von Hessen-Kassel den dänischen Kronprinzen Christian. Im Ehevertrag wurde zugesichert, dass die Braut ihre reformierte Konfession beibehalten durfte, was zuvor keiner einzigen Person, die nach der Reformation ins dänische Königshaus einheiratete, gestattet wurde. 1685 erhielten auf ihr Betreiben hin die Reformierten im lutherischen Dänemark die königlichen Privilegien, was bedeutete, dass sie fortan ihre Form des Glaubens öffentlich pflegen durften. 
Die Einweihung der Kirche in der Gothersgade in Kopenhagen fand am 10. November 1689 statt. Sie wurde zunächst von zwei Gemeinden, nämlich der deutschen und der französischen, genutzt. Mittlerweile ist noch eine koreanische Gemeinde hinzugekommen. 
Beim Stadtbrand im Jahr 1728 brannte die Kirche aus. Sie wurde aber 1732 wieder in ihren ursprünglichen Zustand zurückversetzt. 
Das Bauwerk ist zur Querachse hin orientiert. Die hölzerne Kanzel, die wie das Gestühl im niederländischen Barockstil gehalten ist, befindet sich an zentraler Stelle. Sie wird Friederich Ehbisch zugeschrieben und stammt aus dem Jahr der Wiederherstellung nach dem Brand. Auf einen Altar wurde im Sinne der reformierten Lehre verzichtet, ebenso auf die Abbildung von Menschen und Tieren. Das Gebäude ist mit klaren Glasfenstern ausgestattet. In den 1960er- und 1970er-Jahren fanden umfassende Renovierungsarbeiten statt. Königin Margrethe II. und Prinz Henrik schenkten der Kirche anlässlich der Wiedereinweihung 1973 einen Abendmahlstisch. 
Die Orgel der Kirche befindet sich nicht mehr im ursprünglichen Zustand. Das Orgelwerk wurde 1878 von Daniel Köhne erneuert, der Prospekt aus den 1730er-Jahren stammt aus dem Schloss Christiansborg. Seit einer Restaurierung im Jahr 1997 kann neben der elektrischen Luftzufuhr auch wieder das fußbetriebene Balgsystem der Orgel genutzt werden. Die Orgel hat 20 Stimmen bei zwei Manualen und einem Pedalwerk. Sie gilt als die besterhaltene der drei noch existierenden Köhne-Orgeln. 
Unter den Organisten der Kirche waren Christoph Ernst Friedrich Weyse, Mogens A. Wöldike und Finn Viderø.
Die deutsch-reformierte Kirche zu Kopenhagen gehört zu den Auslandsgemeinden der EKD, wird von dieser aber nicht finanziell unterstützt.